# Justina von Padua

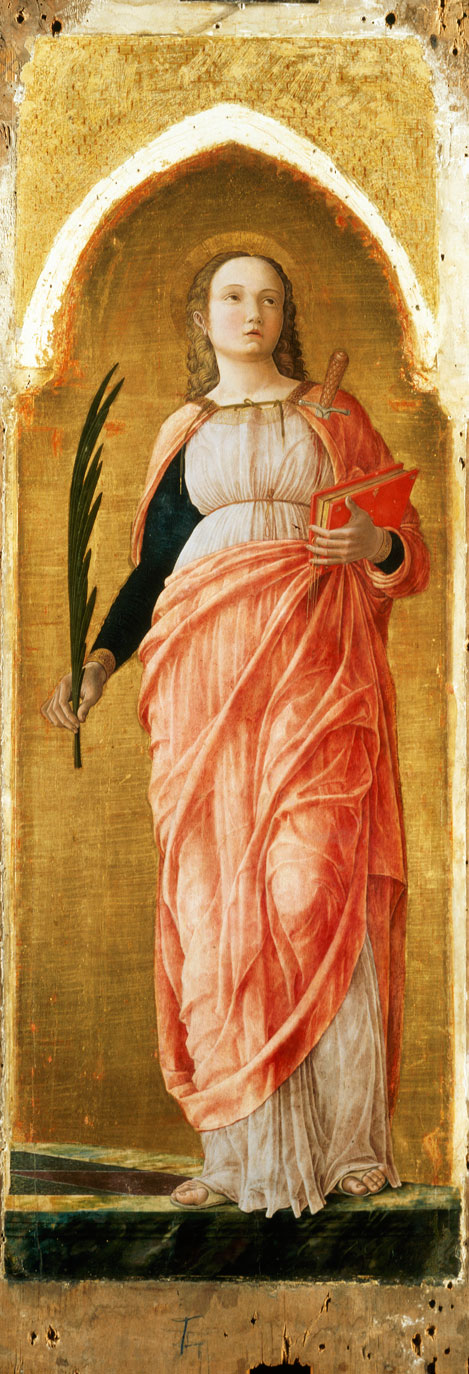
Darstellung der hl. Justina auf einem Altarretabel von Andrea Mantegna, vom Schwert durchbohrt, mit Buch und Märtyrerpalme in den Händen

Justina von Padua (†  um 304 in Padua) war Jungfrau und Märtyrerin der frühen Kirche. Ihr Gedenktag ist der 7. Oktober.

## Leben und Verehrung
Justina wurde der Überlieferung nach während der Christenverfolgung unter Kaiser Diokletian als christliche Jungfrau in Padua zum Tode verurteilt und von einem Soldaten unmittelbar danach, noch ehe der Henker kam, mit dem Schwert durchbohrt. Sie ist die Schutzpatronin der Stadt Padua in Italien.
Über Justinas Grab wurde schon im 5. Jahrhundert eine Kirche erbaut, bei der im 10. Jahrhundert eine Benediktinerabtei entstand. Die Abtei Santa Giustina entwickelte sich im 15. Jahrhundert zu einer der bedeutendsten der Region. In ihr befinden sich die Gräber vieler Heiliger, darunter Prosdocimus, Maximus, Julian, Felicitas und Reliquien des Evangelisten Lukas und des Apostels Matthias.
Wegen des Sieges der Christen in der Seeschlacht von Lepanto an ihrem Gedenktag 1571 wird sie besonders verehrt, so besuchte der Doge von Venedig in einem pompösen Festzug an ihrem Gedenktag die ihr gewidmete Kirche. und ihre Statue schmückt das Eingangstor zum Arsenale.